# Itapecerica da Serra
Itapecerica da Serra è un comune del Brasile nello Stato di San Paolo, parte della mesoregione Metropolitana de São Paulo e della microregione di Itapecerica da Serra.